# Синклер (озеро)
Синклер (фр. Lac Sinclair, фр. Lac à l'Anglais) — небольшое искусственное озеро, расположенное на юго-западной окраине города Шамони-Мон-Блан (Франция, департамент Верхняя Савойя). 
Высота над уровнем моря — 1015 м.
Озеро создано в конце XIX века шотландцем лордом Синклером (англ. Sinclair), купившим там в 1886 году землю. Озеро пополняется водным потоком, стекающим с горы Бреван.
Чтобы воссоздать атмосферу озёр Великобритании Синклер построил на озере грот, остров и имитацию развалин часовни.
В современности территория озера вошла в зону спорта и отдыха города Шамони-Мон-Блан.